# Vuurtoren van Créac'h
De Vuurtoren van Créac'h is een vuurtoren op de westelijke punt van het eiland Ouessant in het departement Finistère (Bretagne). De vuurtoren staat op de grens tussen Het Kanaal en de Atlantische Oceaan.
De vuurtoren werd gebouwd in 1863. In 1888 kreeg de toren een elektrische lamp, aangedreven door een eigen elektriciteitscentrale. De vuurtoren van Créac'h werd zo de krachtigste vuurtoren ter wereld met een bereik van 60 km. Sinds 2017 is de vuurtoren niet meer bemand.
In de bijgebouwen waar voorheen de machinekamer van de vuurtoren was, is een museum ingericht: Musée des Phares et Balises.